# Бремени-Кяйк
Бремени-Кяйк, также прохо́д Бре́мени (эст. Bremeni käik — Бременский проход) — короткая (69 метров) улица в историческом районе Старый город Таллина (Эстония), через проход в городской крепостной стене соединяет улицы Вене и Уус.

## История
Проход проложен в XIX веке. Поименован в 1996 году. Название связано с находящейся поблизости Бременской башней.
В 2009 году дом № 1 в Бременском проходе получил благодарность за «лучший современный интерьер в средневековом помещении».

## Достопримечательности
Haus Galerii